# Julio Álvarez del Vayo
Julio Álvarez del Vayo (Villaviciosa de Odón, 9 febbraio 1891 – Ginevra, 3 marzo 1975) è stato un politico spagnolo.

## Biografia
Divenne (1931) deputato socialista e fu grande sostenitore di Francisco Largo Caballero, che lo nominò dapprima ambasciatore in Messico e poi ministro degli affari esteri (1936-1937).
Mantenne la stessa carica con Juan Negrín (1937-1939); con l'avvento di Francisco Franco lasciò il Paese e non vi fece più ritorno.